# Agrostophyllum majus
Agrostophyllum majus är en orkidéart som beskrevs av Joseph Dalton Hooker. Agrostophyllum majus ingår i släktet Agrostophyllum och familjen orkidéer. Inga underarter finns listade i Catalogue of Life.